# Corallus cookii
Espèce
Synonymes
- Corallus hortulanus melanea Gray, 1849

Statut CITES
Corallus cookii est une espèce de serpents de la famille des Boidae.

## Répartition
Cette espèce est endémique de l'île de Saint-Vincent.

## Publication originale
- John Edward Gray, 1842 : Synopsis of the species of prehensile-tailed Snakes, or family Boidae.  Zoological Miscellany, London, vol. 2, p. 41-46 (texte intégral).